# Football Club Lorient
Football Club Lorient, comúnmente conocido como F. C. Lorient, es un club de fútbol francés, de la ciudad de Lorient en Bretaña. Fue fundado en 1926 y jugará, desde la temporada 2025-26, en la Ligue 1, la máxima categoría del fútbol francés, tras haber ascendido en la temporada anterior.

## Historia
El Football Club Lorient-Bretagne Sud fue fundado el 2 de abril de 1926 gracias a una reunión mantenida en el café Eon. El club se crea a partir de un club fundado el año anterior, La Marée Sportive.
En la temporada 98-99 el equipo debuta en la Ligue 1.
En 2002 el club gana su primer título profesional, la Copa de Francia.
En octubre de 2009, el club llegó a situarse en quinta posición. El Lorient, finalmente, terminó la campaña en el séptimo puesto; su mejor resultado de la historia en la Ligue 1.

## Uniforme

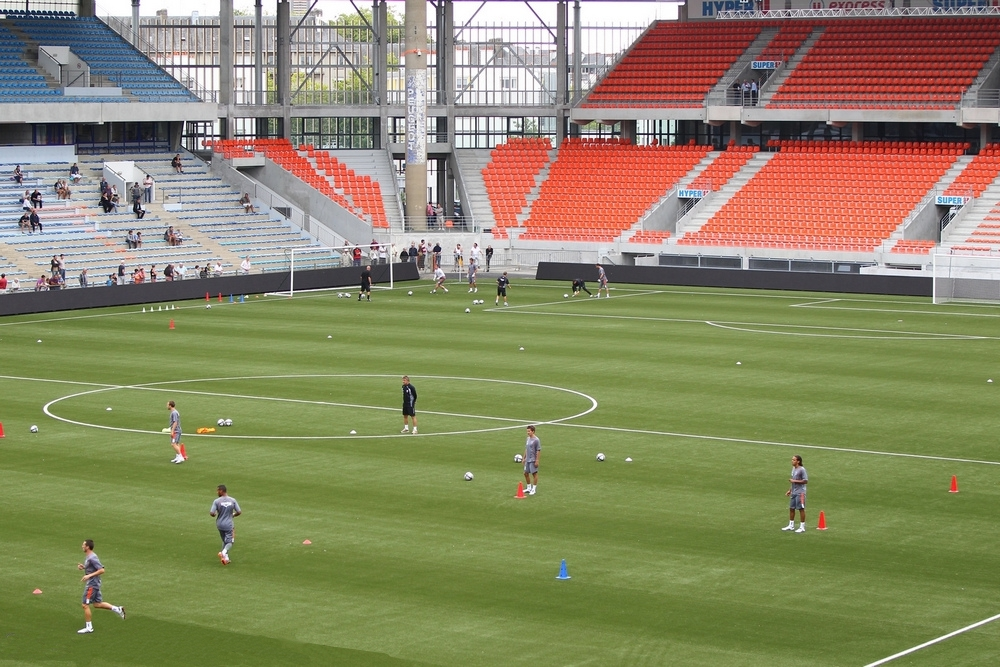
Stadio Adriatico, estadio del equipo desde 1959.

- Uniforme titular: Camiseta naranja, pantalón negro y medias blancas.
- Uniforme alternativo: Camiseta blanca, pantalón blanco y medias blancas.
- Tercer uniforme: Camiseta negra con mangas naranjas, pantalón negro y medias blancas.

## Estadio
Stade du Moustoir, es un estadio francés inaugurado en 1959 con capacidad para 18.890 personas, situado en la ciudad portuaria de Lorient. Es el campo de fútbol del F. C. Lorient, y recibe el nombre del barrio en el que está ubicado. Con una capacidad original para 6000 espectadores; tras su remodelación y ampliación en 1998, y con la construcción de la nueva tribuna sur, inaugurada en 2010, su capacidad ascendió a 18 500 espectadores (18 110 asientos).

## Rivalidades
Sus principales rivales son los componentes del Derbi bretón, el F. C. Nantes y el Rennes, y en menor medida, el E. A. Guingamp y el Stade Brestois 29.

## Palmarés
| Competición nacional       | Títulos           | Subcampeonatos    |
| -------------------------- | ----------------- | ----------------- |
| Segunda División (2/2)     | 2019-20, 2024-25. | 1997-98, 2000-01. |
| Copa de Francia (1/0)      | 2001-02           |                   |
| Copa de la Liga (0/1)      |                   | 2001-02           |
| Tercera División (1/0)     | 1994-95.          |                   |
| Supercopa de Francia (0/1) |                   | 2002              |

Nota: en negrita competiciones vigentes en la actualidad.

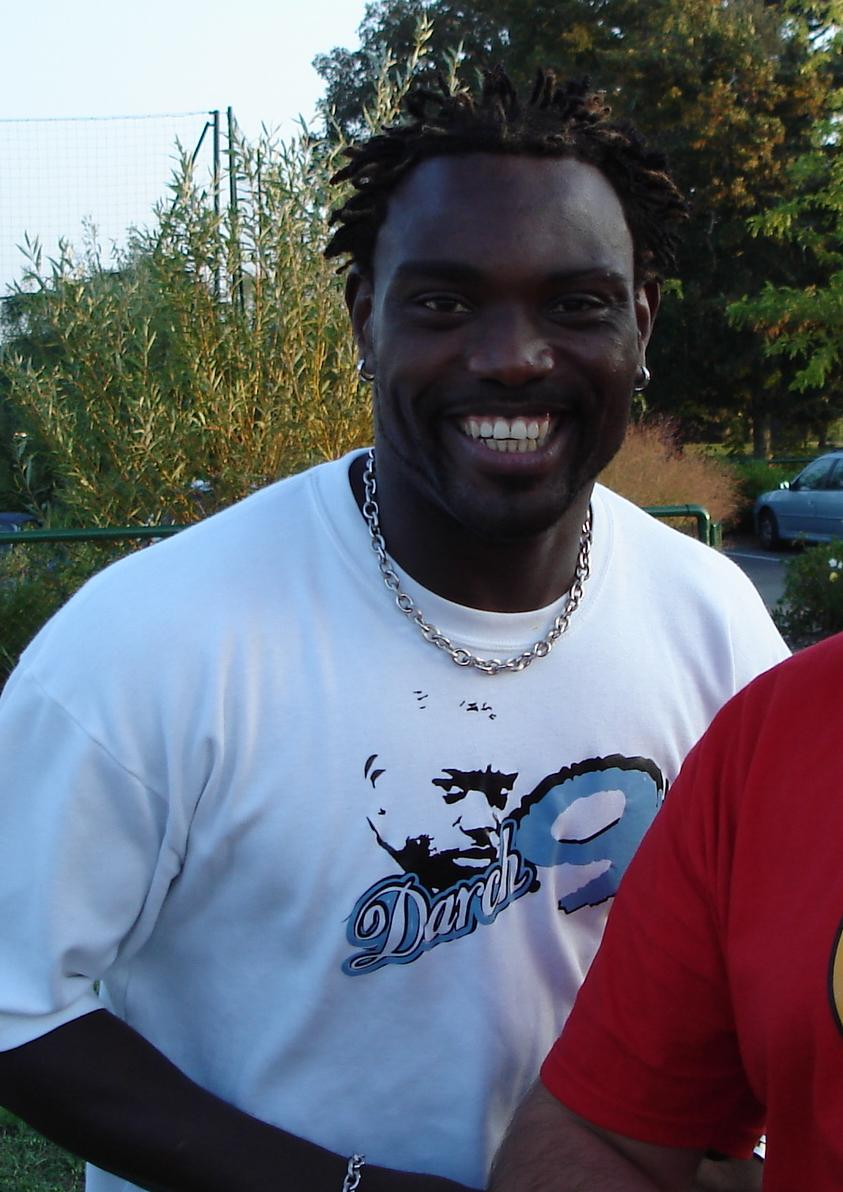
Jean-Claude Darcheville anotó el gol de la victoria para el Lorient, en la final de la Copa de Francia 2002.